# アルマ橋
アルマ橋（アルマきょう、フランス語: Le Pont de l'Alma）は、フランスの首都パリのセーヌ川に架かる橋である。クリミア戦争のアルマの戦いにちなんで命名された。セーヌ左岸（南岸）7区と、同右岸（北岸）8区及び16区との間に架かる。
1997年、ダイアナ元英国皇太子妃が事故死したのはこの橋の近くである。

## アルジェリア歩兵とセーヌ川
橋中央の橋脚の上流側にはズアーブ兵（アルジェリア歩兵）の全身像が立っている。この像はセーヌ川の増水を見るためのちょっとした測りになっている。水位がズアーブ兵の足まで来ているとセーヌの堤の道路は水没してしまっていて通行できない。水位がズアーブ兵の腿まで来ているとセーヌ川は航行できない。1910年の大増水の時には水位はズアーブ兵のあご髭まで達していた。

## 歴史
アルマ橋は1854年から1856年にかけてガリエルの指揮の下で建設された3径間石造アーチ橋で、1856年4月2日、ナポレオン3世により除幕された。このときには橋は4体の像で飾られていた。ディーボルトによるズアーブ兵と擲弾兵、アルノーによる猟兵と砲兵である。現在残っているのはズアーブ兵だけである。猟兵はパリの警察学校の向かいに、擲弾兵はディジョンに、砲兵はラ・フェレに移された。
1970年から1974年にかけてアルマ橋は鋼製の新しい橋に架け替えられた。橋が狭かったのと、沈下して船の航行の邪魔になっていたからである。

## 自由の炎
橋の北側には「自由の炎」というオブジェがある。これは1989年にニューヨークの自由の女神の修復作業に対する礼としてアメリカからフランスに送られたものである。しかし1997年にダイアナ元妃が自由の炎の直下にあるトンネルで事故死して以後は、事実上彼女を追悼するためのモニュメントとして位置づけられている。

## 交通
- メトロ9号線 アルマ＝マルソー駅下車

## 隣の橋
（上流）アレクサンドル3世橋―アンヴァリッド橋―アルマ橋―ドゥビリ橋―イエナ橋（下流）

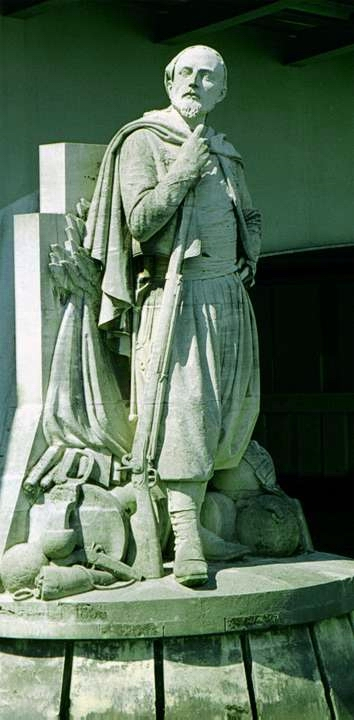
アルジェリア歩兵の像
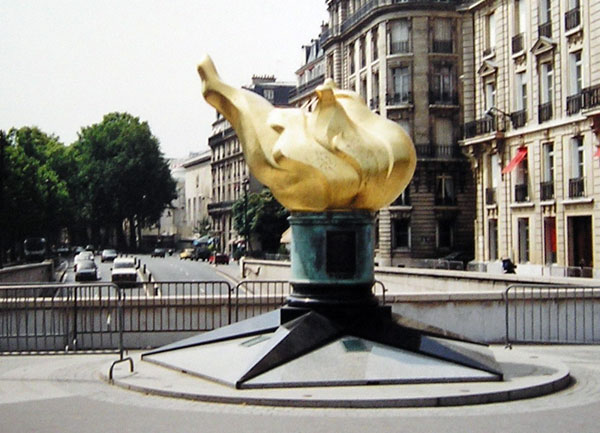
「自由の炎」